# The Search (álbum de NF)
The Search es el cuarto álbum de estudio del artista estadounidense de hip hop NF. Fue lanzado el 26 de julio de 2019 a través de NF Real Music y Caroline, y fue precedido por los singles "WHY", "The Search", "When I Grow Up" y "Time". NF se embarcó en una gira por América del Norte en septiembre y octubre de 2019 en apoyo del álbum. Debutó en la cima del Billboard 200, convirtiéndose en el segundo álbum número uno de NF en los Estados Unidos, y recibió críticas generalmente mixtas de los críticos.

## Lista de canciones
| HOPE |                               |          |  |
| N.º  | Título                        | Duración |  |
| 1.   | «The Search»                  | 4:08     |  |
| 2.   | «Leave Me Alone»              | 5:08     |  |
| 3.   | «Change»                      | 3:54     |  |
| 4.   | «My Stress»                   | 4:12     |  |
| 5.   | «Nate»                        | 5:02     |  |
| 6.   | «Time»                        | 4:00     |  |
| 7.   | «Returns»                     | 3:52     |  |
| 8.   | «When I Grow Up»              | 3:16     |  |
| 9.   | «Only» (con Sasha Alex Sloan) | 3:45     |  |
| 10.  | «Let Me Go»                   | 4:37     |  |
| 11.  | «-interlude-»                 | 0:49     |  |
| 12.  | «Hate Myself»                 | 4:20     |  |
| 13.  | «I Miss The Days»             | 4:20     |  |
| 14.  | «No Excuses»                  | 4:29     |  |
| 15.  | «Like This»                   | 3:21     |  |
| 16.  | «Options»                     | 3:26     |  |
| 17.  | «WHY»                         | 3:07     |  |
| 18.  | «Thinking»                    | 3:12     |  |
| 19.  | «Trauma»                      | 4:07     |  |